# Amt Storkow
Das Amt Storkow war ein biebersteinisches, hochstiftisch-lebusisches, dann kurfürstlich-brandenburgisches, später königlich-preußisches (Domänen-)Amt, das bereits Ende des 15. Jahrhunderts gebildet wurde. Das nicht zusammenhängende Amtsgebiet lag um die Stadt Storkow (Mark) herum im heutigen Landkreis Oder-Spree (Brandenburg), kleinere Teile liegen heute auch im Landkreis Dahme-Spreewald. Es entstand aus dem direkten Besitz oder auch Hausbesitz der Biebersteiner, d. h. den nicht an Vasallen vergebenen Bestandteilen der Herrschaft Storkow. Das Amt Storkow wurde 1872/74 aufgelöst.

## Geschichte
Zu Ende des 15. Jahrhunderts war die Herrschaft Storkow (und auch die östlich benachbarte Herrschaft Beeskow) im Besitz des Adelsgeschlechtes der von Bieberstein. Sie bildeten schon Ende des 15. Jahrhunderts eine Verwaltungsstruktur (oder ein Amt) über ihre Hausbesitzungen, d. h. aus den Bestandteilen ihrer Herrschaft, die sie nicht an Vasallen vergeben hatten. Das Amt übernahm das Einziehen der Einkünfte in den Dörfern, Mühlen und die Gerichtsbarkeit. Die ältesten Jahresrechnungen des Amptes Storgko stammen aus den Jahren 1493/94 von Kune Rabiel, Amtmann und Hauptmann in Storkow. 1508 wird er als Amtmann von Beeskow und Storkow bezeichnet. In den Jahresrechnungen von 1493 sind 22 zum Amt Storkow gehörende Dörfer aufgeführt. 1518 wurde ein Erbregister der Herrschaft Storkow erstellt, in der die Abgaben jedes Dorfes und jedes Bauern und Kossäten genau aufgelistet werden. Sybille Seelmann bringt die Anlegung des Erbregisters des Amtes Storkow (und des vier Jahre zuvor entstandenen Erbregisters der Herrschaft Beeskow) in Zusammenhang mit der Verpfändung der beiden Herrschaften im Jahr 1518. Mit der Erstellung der Erbregister versuchten sich die Biebersteiner für den Fall des Wiederkaufes rechtlich abzusichern.
1518 gehörten 16 Dörfer und die Stadt Storkow zum Amt Storkow, außerdem zwei Mühlen, die Grubenmühle (heute Försterei Grubenmühle zum Ortsteils Limsdorf gehörig) und die Kurtmühle (zum Ortsteil Schwerin der Stadt Storkow gehörig).
Mit der Verpfändung der Herrschaft Storkow (und der Herrschaft Beeskow) 1518 an den Bischof von Lebus Dietrich von Bülow übernahm dieser auch die Verwaltungsstrukturen der Biebersteiner zur Administration ihres Hausbesitzes d. h. ihrer direkten Besitzungen, deren Einnahmen nun an den Bischof von Lebus flossen.
Zwischen 1551 und 1576 fanden weitere Zukäufe durch die Bischöfe von Lebus statt, die das Amt um 9 Dörfer vergrößerten. Auch die brandenburgischen Kurfürsten und (späteren) preußischen Könige vergrößerten das Amt Storkow durch Zuerwerbungen. 1818 war das Amt Storkow nur noch Rentamt, d. h., es betrieb keine Eigenwirtschaft mehr, sondern hatte die direkten Besitzungen verpachtet und zog nur noch die Pächte und Renten ein. 1872/74 wurde das Amt Storkow aufgelöst.

## Zugehörige Orte
1816/17 gehörten zum Amt Storkow:
- Bindow Dorf, (ein Ortsteil der Gem. Heidesee). Gehörte zum ursprünglichen Hausbesitz der Biebersteiner.
- Bindowbrück Zollhaus (ein Wohnplatz der Stadt Königs Wusterhausen). Hier befand sich ein Zollhaus.
- Bugk (Ortsteil der Stadt Storkow (Mark)). Gehörte zum ursprünglichen Hausbesitz der Biebersteiner.
- Burig (heute ein bewohnter Gemeindeteil der Gemeinde Gosen-Neu Zittau). Der Ort gehörte bis 1745 zum Amt Stahnsdorf.
- Dahmsdorf Dorf und Vorwerk (ein Ortsteil der Gemeinde Reichenwalde). Hausbesitz der Biebersteiner.
- Dannenreich Dorf und Vorwerk (heute ein Ortsteil der Gemeinde Heidesee). 1754/55 auf der Feldmark von Wenzlow angelegt.
- Dolgenbrodt Dorf (ein Ortsteil der Gemeinde Heidesee). Hausbesitz der Biebersteiner.
- Fischerhaus Köllnitz Kellnitz, Köllnick, Fischerhaus (ein Wohnplatz im Ortsteil Groß Schauen der Stadt Storkow (Mark))
- Fischerhaus, Haus am Seddinsee (im Ortsteil Gosen der Gemeinde Gosen-Neu Zittau aufgegangen, lag etwas westlich des westlichen Ortsausganges von Gosen)
- Friedersdorf Dorf (ein Ortsteil der Gemeinde Heidesee)
- Friedrichshof Dorf (ein Gemeindeteil der Gemeinde Heidesee). Ab 1776 angelegt.
- Glubig, Teerofen (heute Wohnplatz am Großen Glubigsee Nr. 1–3 der Gemeinde Wendisch Rietz). 1719 angelegt.
- Göllmitz (Gemeindeteil im Ortsteil Braunsdorf der Gemeinde Spreenhagen). Gehörte bis 1811/12 zum Amt Stahnsdorf, wurde dann dem Amt Storkow überwiesen.
- Gosen Gohsen, Erbzinsgut und Kolonie (heute ein Ortsteil der Gemeinde Gosen-Neu Zittau)
- Groß- und Klein-Burglehn in Storkow, Etablissement (heute in Storkow (Mark) aufgegangen). gehörte zum Hausbesitz der Biebersteiner.
- Grubenmühle, Wassermühle (existiert nicht mehr, lag im äußersten östlichsten Zipfel der Gemarkung Kehrig, am Fließ vom Grubensee zum Melangsee. Heute befindet sich auf dem ehemaligen Mühlengelände ein Naturcampingplatz)
- Philadelphia Hammelstall, Neu Philadelphia, Schäferei (heute ein Ortsteil von Storkow (Mark))
- Alt Hartensdorf, Alt Hartmannsdorf, Dorf und Erbzinsgut (heute Hartmannsdorf, Ortsteil der Gemeinde Spreenhagen)
- Neu Hartensdorf, Neu Hartmannsdorf, Kolonie und Erbzinsgut (heute Hartmannsdorf-Neu Hartmannsdorf, Gemeindeteil von Hartmannsdorf, Ortsteil der Gemeinde Spreenhagen)
- Hohenbrück Kolonie (heute ein Gemeindeteil von Hohenbrück-Neu Schadow, einem Ortsteil der Gemeinde Märkische Heide)
- Hüttenplatz Etablissement (heute ein Wohnplatz von Alt-Schadow, einem Ortsteil der Gemeinde Märkische Heide)
- Kablow Cabelow, Dorf (heute ein Ortsteil der Stadt Königs Wusterhausen)
- Kehrigk Dorf (heute ein Ortsteil der Stadt Storkow (Mark))
- Kolpin Colpin/Colpinchen, Dorf und Vorwerk. (heute ein Ortsteil der Gemeinde Reichenwalde).
- Kietz bei Storkow, Fischerdorf (heute in Storkow (Mark) aufgegangen)
- Lebbin Lebbinichen, Dorf (ein Gemeindeteil von Markgrafpieske in der Gemeinde Spreenhagen). Hausbesitz der Biebersteiner.
- Neu Boston Kupka (N. Boston), Kolonie. Kurz nach 1775 wurde im Amtsgebiet eine Kolonie angelegt.
- Neu Lübbenau Kolonie und Erbzinsgut. 1751 auf dem Areal des eingegangenen Vorwerks Schadow gegründet.
- Neumühle, Wassermühle und Forsthaus, zu Wendisch Rietz gehörig. Ein Wohnplatz der Gemeinde Wendisch Rietz.
- Petersdorf Dorf (Ortsteil von Bad Saarow)
- Prieros Dorf (Ortsteil der Gemeinde Heidesee)
- Prierosfähre, Fährhaus, zu Prieros gehörig (in Prieros aufgegangen, etwa am Sackgassenende der Ziegelstraße).
- Reichenwalde Dorf und Erbzinsgut (Gemeinde im Amt Scharmützelsee)
- Rieplos Dorf (Ortsteil der Stadt Storkow (Mark))
- Wendisch Rietz Dorf und Vorwerk (Gemeinde im Amt Scharmützelsee)
- Sandfurth, Kolonie, zu Groß Burglehn gehörig (in Storkow (Mark) aufgegangen, zwischen Heinrich-Heine-Straße und Friedrich-Engels-Straße, begrenzt im Norden von der Reichenwalder Straße)
- Sandschäferei Schäferei, zu Friedersdorf gehörig gemeinsamer Besitz Amt Stahnsdorf und Amt Storkow
- Skaby Vorwerk, zu Friedrichshof gehörig (Wohnplatz in der Gemeinde Spreenhagen)
- Alt-Schadow Dorf und Forsthaus (Ortsteil der Gemeinde Märkische Heide)
- Neu Schadow Dorf (Gemeindeteil im Ortsteil Hohenbrück-Neu Schadow der Gemeinde Märkische Heide)
- Schadowsche Fabrike, zu Neu-Schadow gehörig (nicht lokalisiert)
- Groß Schauen Dorf und Vorwerk (Ortsteil der Stadt Storkow (Mark))
- Klein Schauen Dorf (Ortsteil der Stadt Storkow (Mark))
- Schinka Teerofen, zu Alt Schadow gehörig (heute Ortsteil Kehrig der Stadt Storkow (Mark))
- Schlößgen Krug und Windmühle, zu Neu Hartensdorf gehörig
- Selchow Dorf und Gut (Ortsteil der Stadt Storkow (Mark))
- Spreebordkrug, Krug, zu Neu Zittau gehörig (in Neu Zittau aufgegangen, Spreebordstraße 11)
- Steinfurt Erbzinsgut, zu Wenzlow gehörig (Gemeindeteil von Gosau-Neu Zittau)
- Storkow, Amtssitz-Vorwerk (in Storkow (Mark) aufgegangen)
- Streganz Dorf und Gut (Ortsteil der Gemeinde Heidesee)
- Straganzberg Streganzsche Berg, Haus, zu Streganz gehörig (Wohnplatz im Ortsteil Streganz der Gemeinde Heidesee)
- Uckley Etablissement zu Cablow gehörig (Wohnplatz im Ortsteil Zernsdorf der Stadt Königs Wusterhausen)
- Neu Waltersdorf Kolonie (Gemeindeteil im Ortsteil Markgrafpieske, Gemeinde Spreenhagen)
- Weinberg, Haus, zum Amt Storkow gehörig (in Storkow (Mark) aufgegangen)
- Wenzlow Kolonie und Vorwerk (Gemeindeteil im Ortsteil Dannenreich der Gemeinde Heidesee)
- Wochowsee Dorf (Ortsteil der Stadt Storkow (Mark))
- Wolzig Dorf (Ortsteil der Gemeinde Heidesee)
- Neu Zittau Spinnerdorf (Ortsteil der Gemeinde Gosau-Neu Zittau)

## Amtleute und Pächter
- 1493–1508 Kune Rabiel, Amtmann und Hauptmann
- 1684 Amtsschösser Westphal[3]
- 1745–1768 Johann Friedrich Bütow, Oberamtmann, † 1768 in Storkow[4][5]
- 1769–1799 Carl Friedrich Bütow (Bruder des vorigen), † 6. Februar 1799[4]
- 1804 Bütow, Oberamtmann[6]
- 1818–1821 Wienecke, Regimentsquartiermeister, Rentbeamter[1][7]
- 1824 Seltmann, Hauptmann, Rentbeamter[8]
- 1832 vacat[9]
- 1834–1851 Daberkow[10][11]
- 1852–1868 Böhmer, Bürgermeister (ad int.)[12][13]

## Belege